# Andrzej Słociński

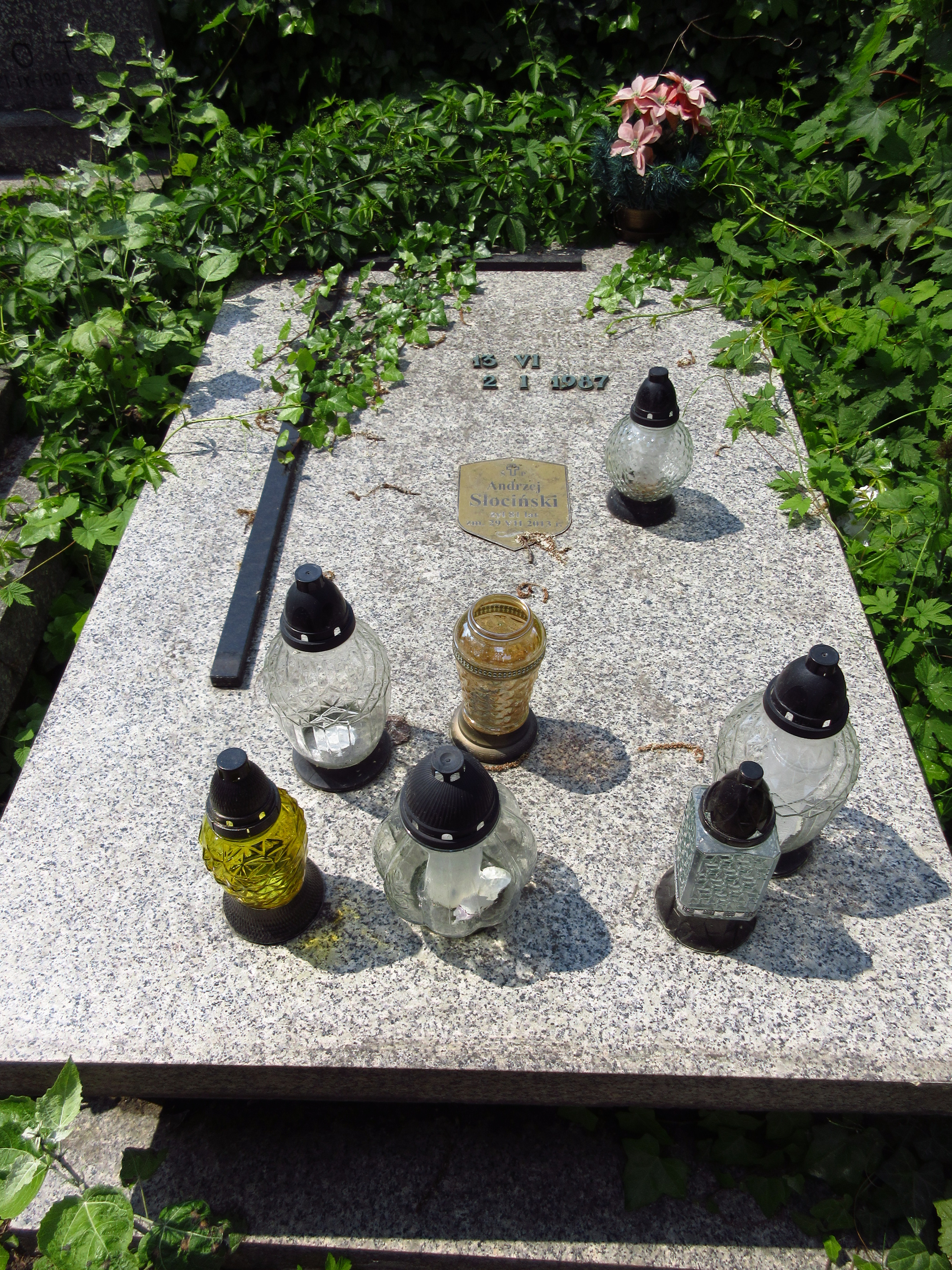
Grób Andrzeja Słocińskiego na cmentarzu Bródnowskim

Andrzej Słociński (ur. 1932, zm. 29 lipca 2013) – polski konstruktor lotniczy, pilot szybowcowy, inżynier w zakładach lotniczych PZL Warszawa Okęcie, inicjator powstania i projektant samolotu rolniczego PZL-126 Mrówka.
Pochowany 2 sierpnia 2013 r., na cmentarzu Bródnowskim w Warszawie (kwatera 65I-5-16).